# 锦峰塔
锦峰塔位于中国浙江省湖州市吴兴区东林镇东明村东林山山顶，明朝建筑，始建于宋宣和年间，庆元开禧年间遭雷火后重建，咸淳八年（1272年）重修，明永乐、嘉靖年间两次重修，隆庆五年（1571年）毁于火，万历十年（1582年）重建，并改为砖塔，塔为仿木结构楼阁式实心砖塔，6面7层，高17.7米，2023年6月29日公布为浙江省文物保护单位。